# Merwara
El districte de Merwara fou una divisió administrativa de l'Índia Britànica, un dels dos districtes que formaven la província d'Ajmer-Merwara enclavada a [Rajputana]. La superfície del districte era de 1660 km² i la població (el 1901) de 109.459 habitants. La capital fou Beawar. Localment s'anomenava Magra, que vol dir "Muntanyes".
La història del territori és poc coneguda, però l'autoritat de Jodhpur (Marwar), Mewar (Udaipur) o els marathes, que van intentar el domini durant el segle XVIII, mai es va poder establir efectivament.
El territori fou nominalment cedit als britànics per Daulat Rao Sindhia pel tractat de 25 de juny de 1818 i va dependre de Bengala. El districte era extremament muntanyós, cobert de jungla, i habitat per gent fora de la llei i fugitius coneguts en general com mers formats per les castes dels chandela gujars, els bhati rajputs, els bramans i els mines. Es va nomenar el primer superintendent a Ajmer, de nom Wilder, que va aconseguir tractats amb alguns caps de pobles imposant als seus habitants l'abstenció dels saquejos, però no fou gens respectat i el 1819 es va enviar una expedició militar des de Nasirabad que va destruir els pobles que havien participat en els saquejos i va fundar estacions de policia a Shamgarh, Liilwa, i Jhak. El 1820 una revolta va matar a tots els policies i fou necessària una altra expedició per sotmetre el país, que va quedar pacificat el gener de 1821 després de tres mesos de campanya. Llavors el districte es va dividir en tres parts o sub-districtes: British Merwara, Mewar-Merwara i Marwar-Merwara.
El capità Tod va agafar l'administració de la part concedida a Mewar; els thakurs de les viles properes a Marwar van agafar el govern del Marwar-Merwara; i la part britànica fou concedida als thakurs de Masuda i de Kharwa, sota dependència del superintendent Wilder. El sistema va fracassar; el districte estava infectat de bandes criminals que anaven d'un subdistricte a l'altre i la situació de Merwara va empitjorar amb relació a la de 1818. El 1822 es va reclutar localment el Batalló Local de Merwara. El 1823 i 1824 els britànics van entrar en tractes amb el maharajà de Jodhpur o Marwar i el maharana d'Udaipur o Mewar i van assolir el govern de tot el districte. Els acords foren renovats i el districte va quedar totalment com a possessió britànica. Des de 1832 va a passar a dependre de les Províncies del Nord-oest. El primer oficial nomenat fou el capità Hall, al que el 1836 va succeir el coronel Dixon que el 1835 havia fundat la vila de Nayanagar que fou coneguda com a Beawar i va esdevenir la capital del districte.
L'administració a partir del 1842 va passar a un subcomissionat dependent del comissionat únic nomenat pels dos districtes d'Ajmer i de Merwara; el coronel Dixon va passar a ser subcomissionat dels dos districtes i va exercir fins que va morir a Beawar el 1857, al cap de 37 anys de govern. El 1858 es va reclutar a la zona el batalló dit Regiment de Mhair, per servir en la repressió del motí; aquest i el batalló local de Merwara foren reunits el 1861 amb el nom de Batalló de la Policia Militar de Mhair. L'1 d'abril de 1871 es va formar la província separada (oficialmente Ajmer-Merwara-Kekri) i va formar un districte regular amb el Batalló integrat a l'establiment militar (més endavant fou el 44 d'infanteria de Merwara); així va restar fins a la independència el 1947 i després dins l'Índia independent com a districte de província fins al 1950. En aquest any la província va esdevenir estat d'Ajmer que l'1 de novembre de 1956 es va fusionar amb l'estat de Rajasthan. Rajasthan i els districtes es van reorganitzar i la major part del districte va quedar integrada al districte d'Ajmer.